# El progreso del peregrino

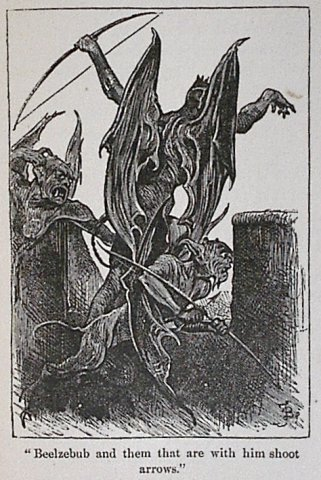
Ilustración de Belcebú en la novela de John Bunyan

El progreso del peregrino (en inglés, The Pilgrim's Progress) es una novela alegórica de John Bunyan, originalmente publicada en inglés en 1678. 
El título completo es The Pilgrim's Progress from this world to that which is to come, delivered under the similitude of a dream (El progreso del peregrino desde este mundo al venidero, mostrado como un sueño).
Es considerada una de las obras clásicas de ficción teológica más importantes del idioma inglés, habiendo sido traducida a más de doscientos idiomas. Consta de dos partes, la primera fue publicada en 1678 y expandida en 1679, y la segunda fue publicada en 1684. 
El protagonista se llama Cristiano, y la mayoría de los personajes son llamados por su característica más evidente. Relata el viaje de Cristiano por su vida, buscando la salvación.

## Historia
La historia comienza en un infausto lugar llamado Ciudad de Destrucción en la cual Cristiano habita en compañía de su familia, esposa e hijos. Cristiano aparece en escena con un libro en sus manos, vestido de harapos, con los ojos llenos de lágrimas, lamentando la noticia que ha recibido por medio de este misterioso libro, a saber, que su ciudad, Ciudad de Destrucción, será destruida con fuego del cielo y todos sus habitantes serán llevados a juicio por sus crímenes en contra del Rey más justo. Desesperado, Cristiano trata inútilmente de persuadir a su familia de abandonar esta ciudad para salvar sus vidas, pero ellos, mostrando un profundo desinterés en sus palabras, lo tildan de loco o enfermo. Ante tal situación, desesperado, Cristiano sale al bosque para llorar su ruina cuando súbitamente un hombre llamado Evangelista (el que porta buenas noticias) se acerca a él con un mensaje radical, a saber: "Huye de la ira venidera", la cual caerá sobre la ciudad y también le dice que escape rumbo a la Ciudad Celestial, hogar del más justo de los Reyes; sin pensarlo ni un minuto y ante la posibilidad de escapar de tan nefasto destino, Cristiano comienza su peregrinaje hacia la salvación. 
Cristiano se halla perdido entre diversas opiniones pero escucha a este hombre, después de mancharse en el pantano de desaliento; luego, se topa con un hombre que le hace desviarse de su camino.
Siente que ha fallado y que no debe seguir así; Evangelista lo encuentra y le hace ver su error; llega con él a la puerta donde Buena Voluntad le hace entrar y le conduce al hogar del Intérprete.
Allí, le enseñan cosas indispensables y el camino hacia la cruz. Es en la cruz en donde la carga inicial que tenía el protagonista se le cae, y se le otorga el derecho a la Ciudad Celestial
Al cruzar el collado de dificultades, llega a un lugar donde los leones atemorizan a este hombre; el portero le dice que no tenga temor de ellos, que están ahí para probar la fe de los peregrinos. Una vez dentro, se encuentra con unas doncellas que le interrogan y le hacen un examen.

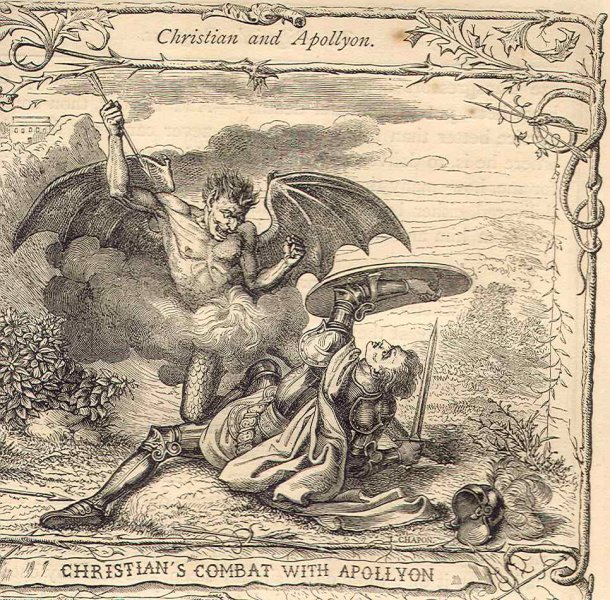
Lucha de Cristiano y Apolion. Inglaterra. 1850.

Es en ese lugar en donde Cristiano se prepara con una armadura especial para la parte más importante de este libro: la pelea con el mismo diablo Apolion. Bunyan describe de manera detallada esta lucha y cómo sale librado de ella Cristiano.
Al atravesar el valle de sombra de muerte, ve a lo lejos a alguien cuyo nombre es Fiel. Llegan a un paraje llamado Feria de Vanidad en el cual los habitantes encarcelan a estos peregrinos por no haber comprado nada proveniente de ese lugar.
Cristiano sale del cepo, pero Fiel es llevado a la hoguera. Luego, conoce a alguien llamado Esperanza. Juntos, caminan hasta llegar a un sitio llamado Campo de la Vereda.
La negligencia les condujo cerca del Castillo de las Dudas y son llevados al calabozo por un gigante llamado Desesperación. Escapan de ahí empleando la llave de las promesas.
Arriban pronto a la tierra de Beulah, y cruzan el río de la muerte que se interpone entre ellos y la ciudad celestial. Más adelante llegan hacia su destino final: la Ciudad Celestial.

## Ediciones en español

### Ediciones antiguas
- La peregrina. Viaje de Cristiana y sus hijos a la ciudad celestial bajo el símil de un sueño. Imp. J. Cruzado. Madrid, 1895.
- El peregrino. Viaje de Cristiano a la ciudad celestial bajo el símil de un sueño. Ed. Juan de Valdés. Madrid, 1935.iii
- El progreso del peregrino. Traducción José F. Daza, Marsella, 1921.

### Ediciones contemporáneas
- El progreso del peregrino. Cátedra, S.A. Ediciones. Letras universales n.º 351, 2003. ISBN 84-376-2068-